# Zeferino da Costa
João Zeferino da Costa (Rio de Janeiro, 25 de agosto de 1840 — Rio de Janeiro, 24 de agosto de 1915) foi um pintor, professor e decorador brasileiro.
Com grande paixão pelos costumes e histórias cristãos, majoritariamente suas obras possuem esse viés. Como pode ser visto no início de sua carreira em Daniel na Cova dos Leões e Moisés Recebendo as Tábuas da Lei, até as de execução durante seu estudo em Roma como São João Batista no Deserto.
Grande nome na história da pintura mural do Rio de Janeiro, Zeferino da Costa é considerado o pintor da modernidade enquanto José de Oliveira Rosa, do período colonial.
O pintor morreu aos 76 anos. Possuía paralisia corporal que, quando não estava manifestada em todo o seu corpo, já intrincava sua movimentação.

## Biografia

### Vida acadêmica
Em 1857, o pintor integrou na Academia Imperial de Belas Artes (AIBA), conhecida atualmente como A Escola de Belas Artes da Universidade Federal do Rio de Janeiro. Teve como mentor Victor Meirelles e com foco em pintura histórica.
Nesta época, suas obras foram categorizadas com viés arqueológico – trazendo como base os quadros de reconstituição histórica.
Participou das exposições da Academia Imperial de Belas Artes, nos quais obteve as seguintes premiações: medalha de prata em 1859, medalha de ouro em 1860, grande medalha de prata em 1866 e prêmio de viagem à Europa em 1868 com a obra Moisés Recebendo as Tábuas da Lei.
Viajou para Roma no ano seguinte, passando a estudar na Accademia di San Luca. Novos prêmios lá obtidos garantiram-lhe a extensão de seu tempo de pensão e a permanência na Europa por mais três anos.

### Estudo no exterior

#### 1868-1873
Em 1868, Zeferino da Costa foi à Itália. Sua ida foi bastante significativa para o cenário da época. Haviam duas cidades que disputavam o interesse dos jovens artistas: Paris e Roma. Apesar de alguns artistas acreditarem que o método de ensino de Roma era antiquado, a ida do artista concretizou a cidade como referência para estudos artísticos. 
Os motivos da escolha de Zeferino por Roma foram listados por contras em relação a situação política da França. No final da década de 60, a França havia realizado a Comuna de Paris e foi derrotada na Guerra Franco-Prussiana. Esses eventos demonstravam uma aproximação do país com o liberalismo democrático e republicano, consequentemente, sendo rejeitado pelo Império brasileiro. Desta forma, o governo brasileiro estreitou os laços com Roma por intermédio de Prêmios de Viagens e bolsas de estudos oferecidas pelo Imperador D Pedro II. No período em que Zeferino permaneceu na cidade, 18 professores e alunos da Academia Imperial de Belas Artes do Rio de Janeiro foram até a cidade para construções artísticas.
Zeferino estudou na Accademia Di San Luca e teve aula com grandes referências do estilo purista como Nicola Consoni e Luigi Cochhetii. Porém, o artista se assimilou mais com as novidades que vinham no mundo da pintura histórica e teve como mestre Cesare Marinari - decorador de igreja e pintor histórico - no período de 1868 a 1877.
Também teve como professor Tommaso Minardi que o aproximou de obras relacionadas à pintura de decoração.
No dia 12 de outubro de 1869, ao iniciar seus estudos na Accademia Di San Luca, Zeferino foi avaliado pelo professor Mariani. Em carta escrita pelo professor, o artista é elogiado, porém recebe como ordem a passagem por aulas de desenho, antes de iniciar seu curso de pintura: 
“Tenho a honra de levar ao conhecimento de V.Exa. a carta inclusa, que me dirigiu o Sr. Marianni, professor da Academia de São Lucas, e mestre do Sr. João Zeferino da Costa, Pensionista do Estado, em que faz ver que conquanto seja o referido Costa dotado de talento e mostrando grande fervor pela sua arte, se faz, todavia, preciso que ele ainda se aplique por alguns meses, isto é, até abril do ano próximo futuro ao Desenho, aos modelos vivos, e aos clássicos, para aperfeiçoar seus estudos a fim de poder, então, fazer os trabalhos que tem de enviar ao Brasil (...). Reconhecendo ele ser-lhe indispensável aperfeiçoar-se nesses estudos, declarou-me que não teria dúvida de fazer no segundo ano os trabalhos também do primeiro, em cumprimento das suas instruções.43”
Apesar disso, nos anos seguintes, Zeferino recebeu dois grandes prêmios (uma grande medalha de ouro). Um em composição em 1870 com o quadro "David exprobrado pelo profeta Nathan", e outro em 1871 com um estudo de nu, que teriam ficado em posse das galerias da academia.  
Um dos exemplos da evolução de Zeferino como artista e aluno na Academia foi a agilidade em que se aperfeiçoou em Modelo Vivo, último estágio de aprendizado do desenho. Em 1871, o artista atestou possuir total conhecimento e especialidade sobre o controle da figura humana e obteve a melhor classificação na Academia por dois concursos consecutivos.
Ao total, Zeferino da Costa estudou como pensionista do governo de D.Pedro II por oito anos, sendo destes cinco oferecidos pelo imperador que, em viagem à cidade, havia encontrado e conhecido o ateliê do artista, e dois anos prorrogados pelo governo para que ele conseguisse finalizar seus últimos trabalhos, e um ano para que fizesse uma excursão pelas cidades europeias que possuíam maior contato com a arte.
A corrente artística seguida por Zeferino ao longo de sua vida foi resultado propriamente de sua estadia em Roma na década de 1970. Nesta data, duas grandes instalações cristãs estavam sendo feitas: a Dala Imaculada, no Vaticano e a Igreja de San Paolo Fuori le Mura - que tem a atuação direta de Zeferino. Isso também influenciou os artistas da segunda metade de oitocentos que se inspiravam com as novidades do contexto brasileiro.
Alguns dos estudos de anatomia de braços, onde os músculos simulados de manequins, cadáveres e pranchas, são edificados através de uma técnica que envolve sangue, grafite, crayon e giz, ainda existem e estão no Museu Dom João VI.

#### 1870
Em 1870, João Zeferino fez sua segunda viagem à Itália, com o pretexto de realizar análises para os painéis principais da Igreja Nossa Senhora da Candelária e preparar esboços para a pintura a ser feita na Igreja. Para este trabalho, possui a colaboração de seus alunos Oscar Pereira da Silva, Pinto Bandeira, Castagneto e Augusto Rodrigues Duarte.
Em 1873, o artista enviou uma carta de Roma para o Rio de Janeiro para expor sua concepção sobre a cidade que era o lugar onde “durante o inverno, distintos pintores d’outras nações vêm executar seus quadros”.
O ateliê de Zeferino em Roma foi o lugar onde os artistas recém-chegados a cidade visitavam e tinham como lugar acolhedor. Além disso, o estilo de pintura expressado em Pompeiana inspirou artistas da segunda geração a se especializar em pintura história para o mercado internacional. 

### Professor da academia
Ao retornar ao Brasil, após a sua primeira viagem a Roma, João foi nomeado pelo governo como professor honorário da Academia dando início aos seus 40 anos de magistério.
Substituiu temporariamente Victor Meirelles - seu professor orientador quando entrou na Academia em 1857- na cadeira de pintura histórica na AIBA; lecionou ainda nas cadeiras de pintura de paisagem com o falecimento do catedrático Agostinho de Mota. Um dos grandes mestres de sua geração, foram seus alunos Rodolfo Amoedo, Henrique Bernardelli, Lucílio de Albuquerque, Rodolfo Chambelland eCastagneto, entre diversos outros.
Nesta época, o artista em parceria com Bernardelli, Rodolfo Amoedo e Henrique Bernardelli fundou o Atelier Livre, nos moldes da Academia Julian de Paris, como forma de protesto ao ensino tradicional da academia.
Em 1879, o artista enviou 17 obras suas para a Exposição Geral de Belas Artes. A obra A Pompeiana foi criticada pelo escritor Gonzaga Duque e, por isso, Zeferino não participou de exposições públicas.
Em 1890 tornou-se vice-diretor e principal professor de desenho de modelo vivo, já na então chamada Escola Nacional de Belas Artes (ENBA).
Quando descobriu que possuía paralisia, João continua indo lecionar suas aulas, mesmo sem a movimentação das mãos. Seus estudantes o admiravam e após o seu falecimento, a sala em que dava aula de desenho de modelo vivo ganhou o seu nome e uma máscara de gesso, feita por seus discípulos.
Dois anos após a sua morte, foi publicado Mecanismos e Proporções da Figura Humana, livro de sua autoria ilustrado com diversos de seus desenhos. O livro é dividido em duas partes: equilíbrio e construção do mecanismo do corpo humano em suas atitudes diversas, incluindo as proporções anatômicas.

## Obra

### A Caridade

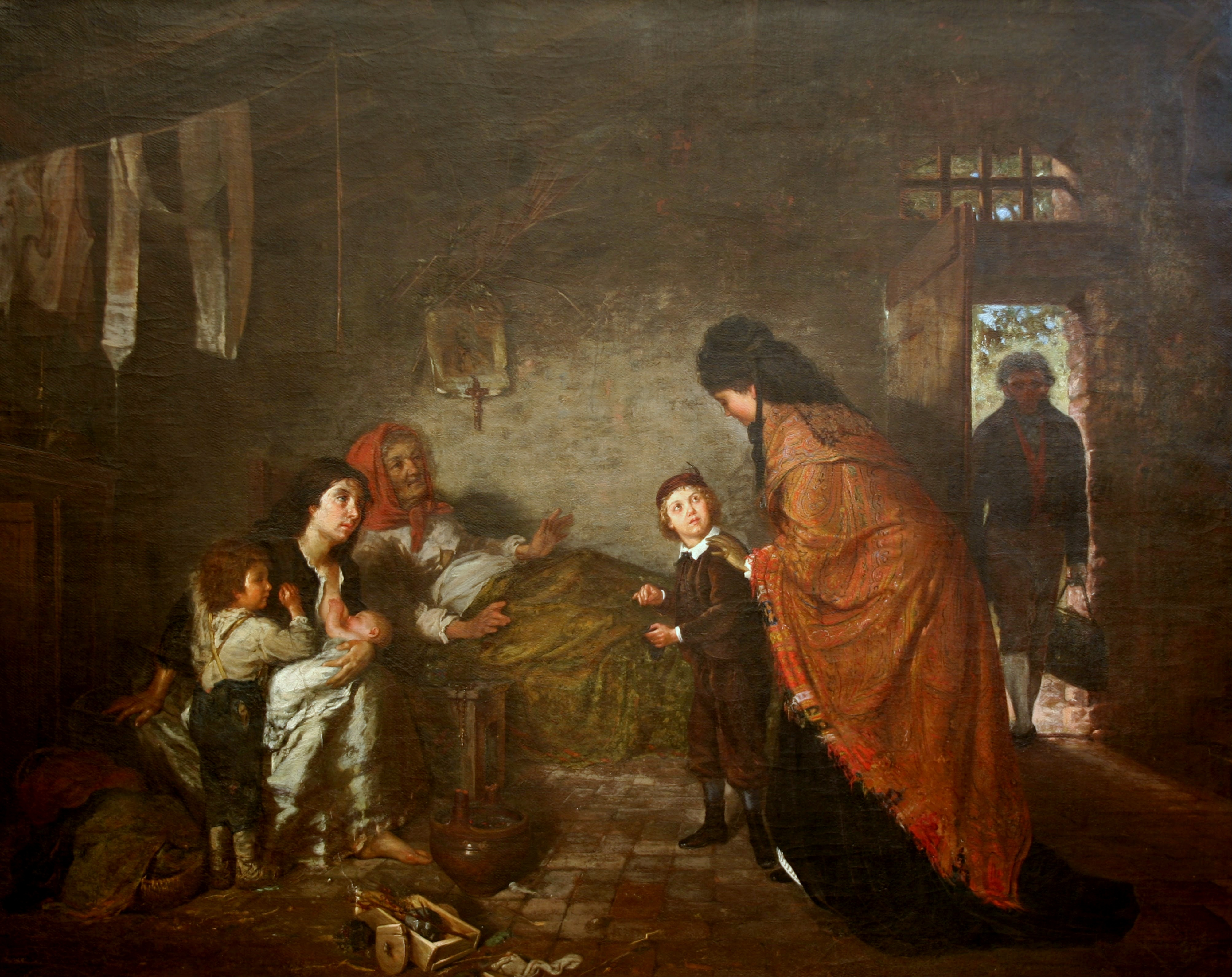
A caridade, 1872

Pintado em 1872, no quadro A caridade temos a representação de uma senhora com vestes ricamente detalhadas entrando em um casebre escasso levando ajuda aos seus moradores; uma mulher com uma criança e um bebê no colo e uma senhora encostada em uma cama. Conseguimos ver a dúvida da senhora -descrita primeiramente-, que está de costas no quadro, entre ensinar a criança que lhe acompanha a vivência em uma sociedade desfavorecida financeiramente e como dar assistência a tais pessoas.
O quadro passa a imagem do exemplo e da propagação da virtude através da mensagem. 

### Igreja Nossa Senhora da Candelária

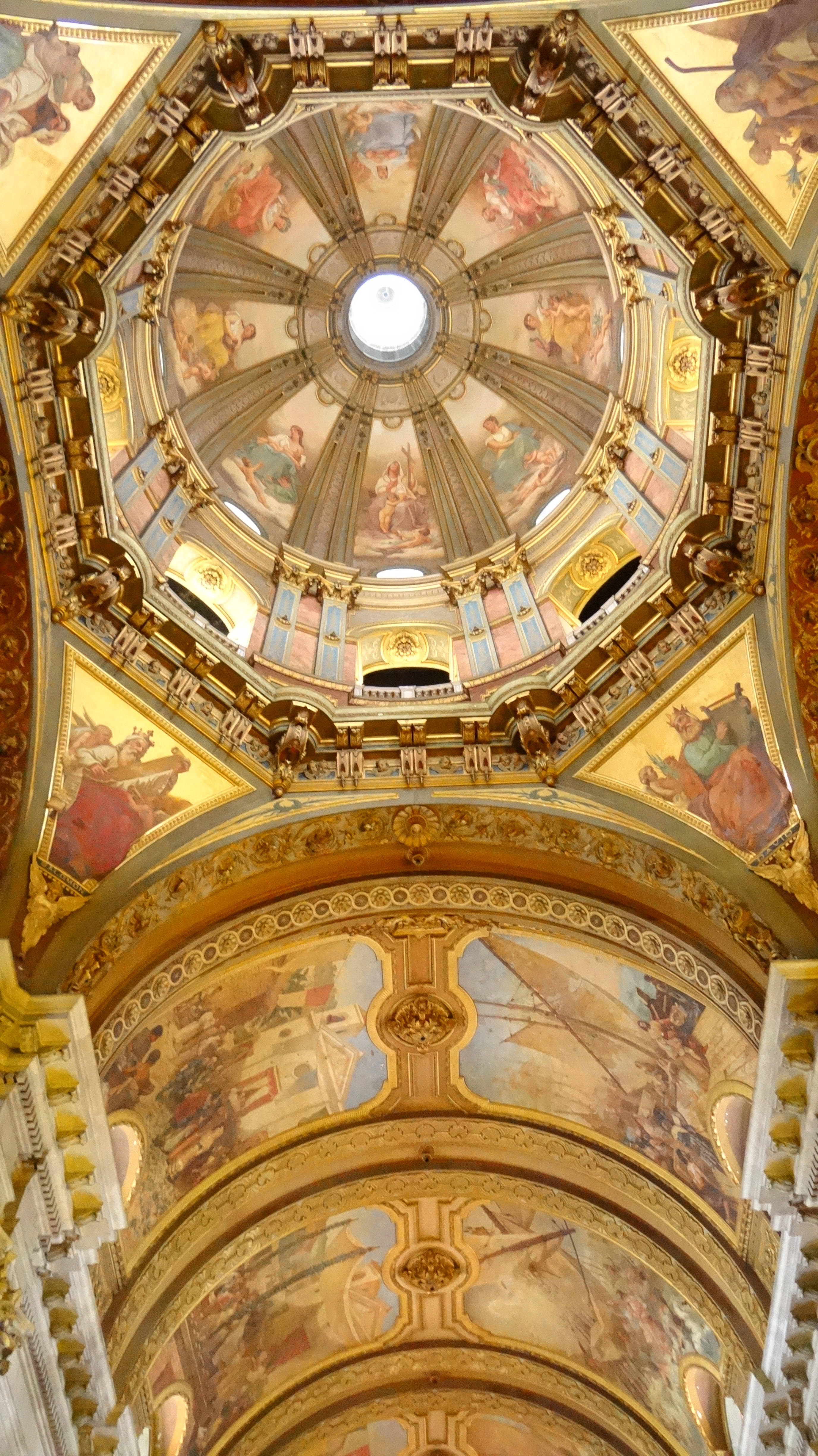
Rotunda na Igreja da Candelária, no Rio de Janeiro

Uma de suas obras mais conhecidas foi a Igreja de Nossa Senhora da Candelária. A pedidos do Imperador Dom Pedro II, Zeferino pintou a cúpula, capela principal e seis painéis no teto.
Na cúpula, foi representado o tema da Virgem Maria rodeada pelas virtudes da Esperança, Prudência, Fortaleza, Justiça, Tempestade e Caridade; na capela principal, cenas da vida da Virgem e no teto, é representado as etapas da formação da Igreja: desde a partida de Palma; a tempestade e a invocação; a arribada ao Rio de Janeiro; a instauração da primeira capela; o lançamento da pedra fundamental da grande Igreja em 1775 e a sagração solene em 1810.
A Igreja da Nossa Senhora da Candelária é uma das obras mais significativas para o pintor pois é possível ver como foi influenciado pelo período em que estudou na Itália e transição do seu estilo de pintura, ao decorrer dos anos. Seguindo as lições de seus notáveis professores de Pintura Histórica, ele começa a mostrar uma sensibilidade dramática, fotográfica e dinâmica.
Os seis painéis do teto da Candelária pintados pelo artista demonstram uma nova perspectiva de luz e posicionamento de quadros. O tornando referência para a história do Rio de Janeiro através de sua reconstrução dos fatos da época e do desenvolvimento da catedral com a civilização. 

## Fotografia
Zeferino da Costa foi um dos primeiros artistas que defendeu o uso da fotografia como forma de estudo dentro da Academia Imperial de Belas Artes. O pintor usava a fotografia para explorar seus métodos criativos, lecionar suas aulas e disseminar seu trabalho.
A recomendação do artista para adquirir fotografia como função educacional aos alunos das instituições artísticas foi redigida durante seu período com pensionista em Roma e comenta o uso da foto na cidade:
“Grato ao Governo Imperial e à nossa Academia pelos muitos favores recebidos, é do meu dever não poupar esforços nem fadigas para o incremento das Artes no nosso paiz, observando ainda com maior interesse os melhoramentos que por aqui vão tendo as Artes, principalmente a pintura. Assim é que venho hoje respeitosamente sugerir à nossa Academia uma ideia da qual certamente resultará grande melhoramento e progresso para a pintura no Brasil. Não escapará por certo à alta intelligencia de V. E. e dos Illustres Professores, quão pouco satisfaça para o bom ensino dos primeiros elementos do desenho o uso de dar se aos alumnos, para copiar, lithographias, gravuras, etc., etc., como até o presente o faz a nossa Academia. Essas estampas, aliás, feitas com grande nitidez, são entretanto desprovidas daquelles requisitos e meritos artísticos que é mister que o estudante aprenda desde o princípio da sua carreira, podendo-se portanto substituir pelos desenhos das mãos dos grandes Mestres [...] Sendo porem mui difficil ou extraordinariamente dispendioso obter-se tais thesouros, os principais Institutos d’Euroa recorrerão às photografias [...]"
A sugestão não foi aceita no momento, mas trouxe para o contexto brasileiro uma discussão sobre o tema.
Algumas fotografias de Zeferino, como da obra  Pompeiana e A Caridade, permanecem até hoje e são propriedades do Museu Dom João VI da EBA/UFRJ.

## Galeria

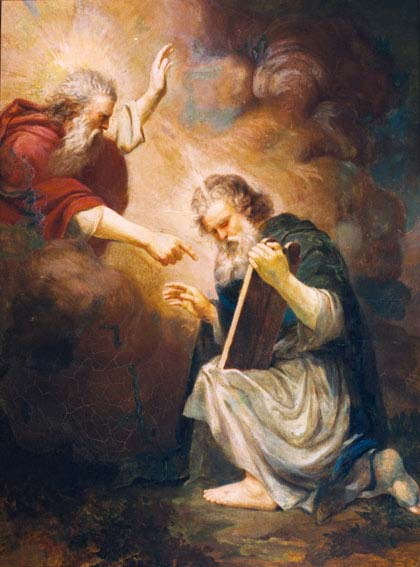
João Zeferino da Costa: Moisés recebendo as tábuas da lei, 1868. Prova de Concurso para Prêmio de Viagem ao Exterior, Museu Dom João VI
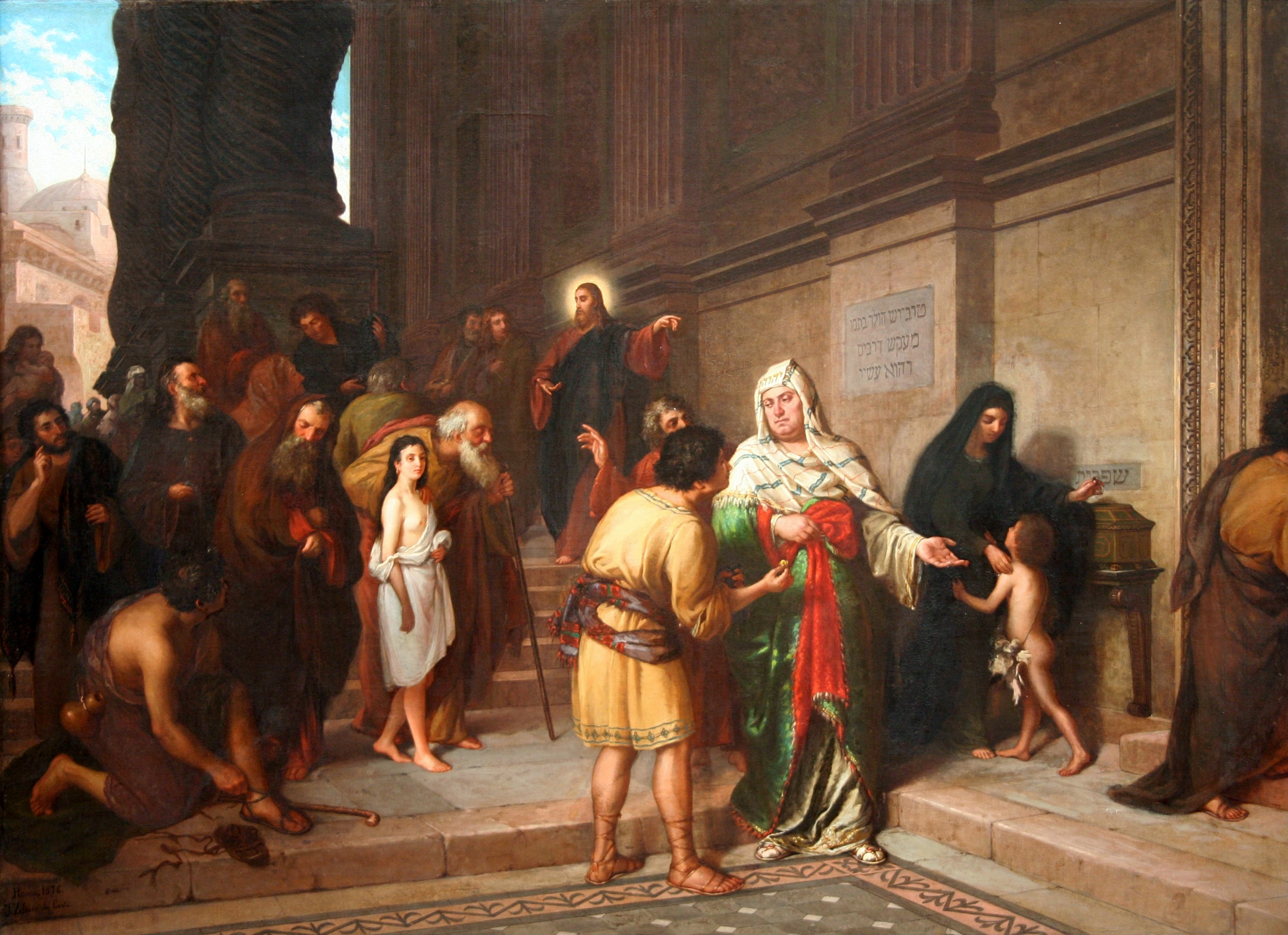
O óbolo da viúva, 1876
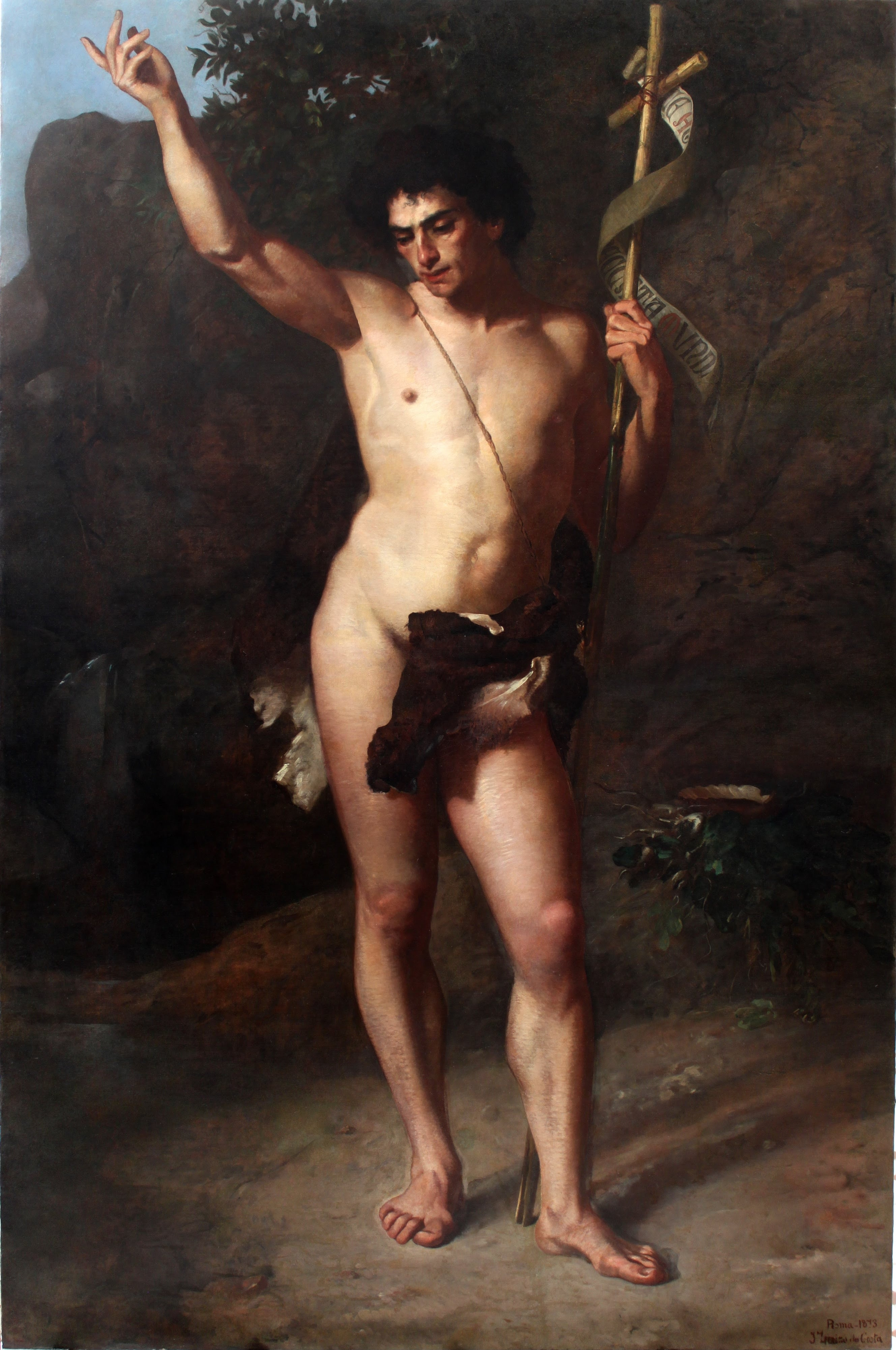
São João Batista, 1873